# Len Wills
Leonard Edward Wills, più conosciuto con il diminutivo Len Wills (Hackney, 8 novembre 1927 – Essex, settembre 2010) è stato un calciatore inglese, di ruolo difensore.

## Caratteristiche tecniche
Era un terzino destro.

## Carriera
Nel 1949 passa dai dilettanti dell'Eton Manor all'Arsenal, club della prima divisione inglese, con cui nella stagione 1949-1950 esordisce tra i professionisti. Nella sua prima stagione nel club vince la FA Cup, mentre alcuni anni più tardi, nella stagione 1953-1953, vince un campionato ed un Charity Shield; inizia a giocare con regolarità solo a partire dalla stagione 1953-1954 (30 presenze, le sue prime in carriera in prima divisione: in precedenza era stato impiegato solamente in partite di coppa), giocando spesso da titolare fino al termine della stagione 1959-1960, e giocando ulteriori 24 partite nella stagione 1960-1961. Al termine della stagione 1961-1962 (in cui non gioca nessuna partita di campionato), dopo complessive 195 presenze e 4 reti nella prima divisione inglese, lascia i Gunners e va a giocare nei semiprofessionisti del Romford.

## Palmarès

### Club

#### Competizioni nazionali
- Campionato inglese: 1

Arsenal: 1952-1953
- Coppa d'Inghilterra: 1

Arsenal: 1949-1950
- Community Shield: 1

Arsenal: 1953